# II. Marineflakbrigade
Die II. Marineflakbrigade, auch II. Marine-Flak-Brigade, war ein Großverband in Brigadestärke der Marine im Zweiten Weltkrieg.

## Vorgeschichte
Die II. Marineflakbrigade ging am 1. Mai 1942 aus dem 2. Marine-Flak-Regiment hervor, welches Anfang 1940 aus dem Flakgruppenkommando Wilhelmshaven aufgestellt wurde, und war für die Luftverteidigung Wilhelmshavens zuständig.

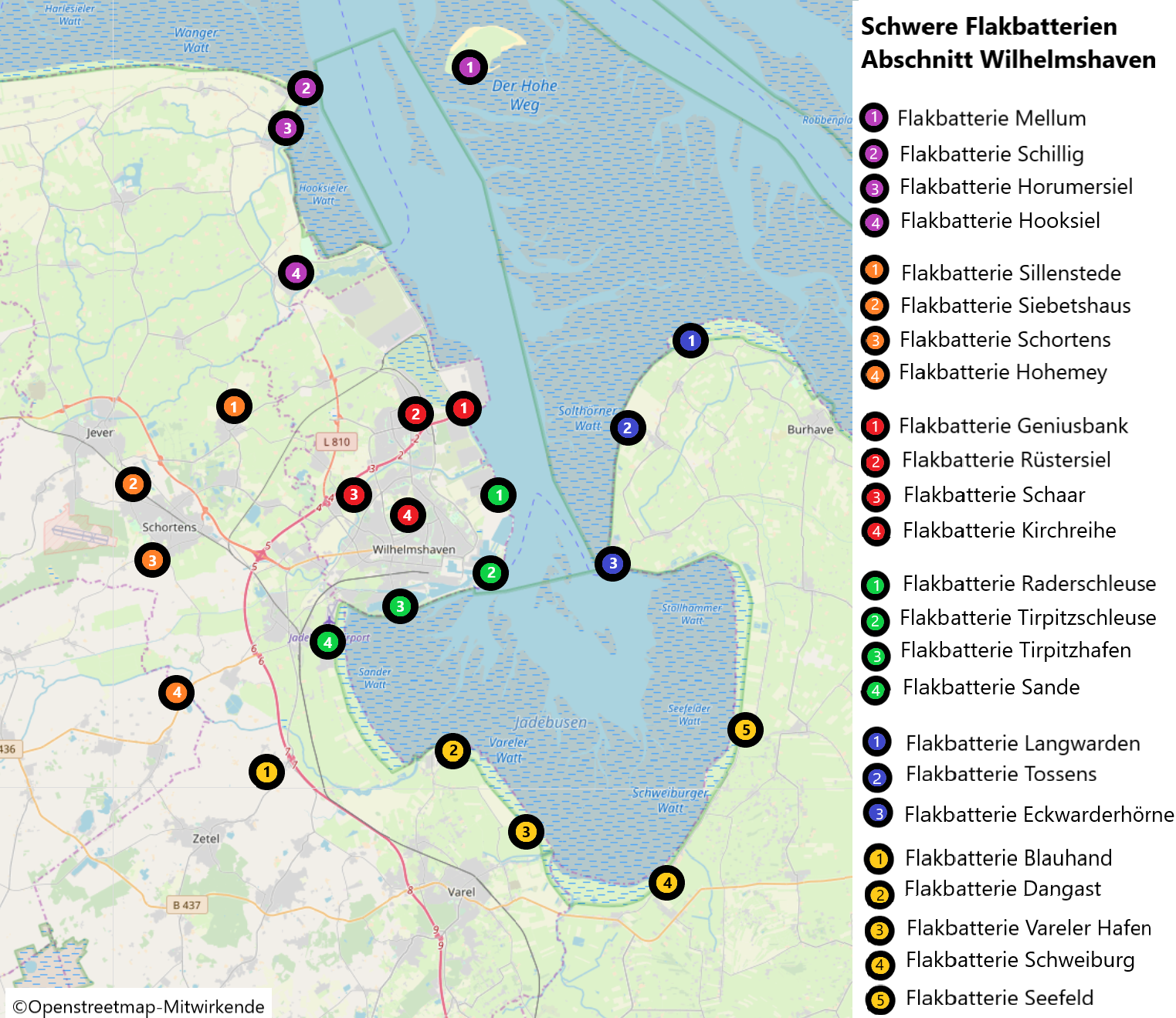
Position der Flakbatterien im Abschnitt Wilhelmshaven

## Sitz und Kommando
Die II. Marineflakbrigade hatte bis zum 30. Juli 1942 seinen Sitz im Fort Schaar. Aufgrund von Platzmangel in den alten Kasematten des Forts zog die Brigade in das Luftverteidigungskommando am Rosenhügel im Wilhelmshavener Stadtpark. Dieses wurde am 1. August 1942 in Betrieb genommen.
Die Flakleitzentrale befand sich ab 1943 in einer als Gutshof getarnten Anlage im Wilhelmshavener Stadtpark, die jetzt als Werkhof Rosenhügel der Technischen Betriebe Wilhelmshaven genutzt wird. Der dazugehörige Bunker wurde gesprengt.
Das Kommando über die Brigade hatte der Kommandant im Abschnitt Wilhelmshaven beim Kommandant der Seeverteidigung Ostfriesland inne:
- Konteradmiral Walther Oehler, Mai 1940 (als Kommandeur II. Marineflakregiment) – Dezember 1943
- Kapitän zur See Herbert Sorge (späterer Kommandant im Abschnitt Cuxhaven), Januar – Oktober 1944
- Fregattenkapitän d. R. Hans Pfülf (ehemaliger Kommandeur der Marineflakabteilung 212 und Kommandant im Abschnitt Cuxhaven), Oktober 1944 – Januar 1945
- Kapitän zur See Walter Mulsow (ehemaliger Seekommandant Seine-Somme und Seekommandant Estland), Januar – Mai 1945

## Truppenstärke
Am 1. Januar 1943 hatte die II. Marineflakbrigade eine Truppenstärke von 7132 Soldaten, am Ende des Jahres waren es noch 5064 Soldaten. Hinzu kamen 696 Marinehelferinnen, 936 Marinehelfer, 379 hilfswillige kriegsgefangene Russen.

## Marineflakabteilung 212 (Wilhelmshaven)

### Flakuntergruppenkommando Mitte
Das Flakuntergruppenkommando befand sich an der Fortifikationsstraße. Heute trägt sie den Namen Freiligrathstraße beim Jade-Tennisclub.

### Kommandeure
| Rang                                    | Name                           | Beginn         | Ende           |
| --------------------------------------- | ------------------------------ | -------------- | -------------- |
| Korvettenkapitän Marineartillerie d. R. | Dr. med. Ernst August Hartmann | Oktober 1939   | Juni 1941      |
| Korvettenkapitän Marineartillerie d. R. | Carl-Friedrich Birkendahl      | Juni 1941      | September 1942 |
| Korvettenkapitän d. R.                  | Hans Pfülf                     | September 1942 | April 1944     |
| Korvettenkapitän Marineartillerie d. R. | Dr. rer. pol. Heinrich Krampe  | April 1944     | Kriegsende     |

### Schwere Flakbatterien
- Flakbatterie Kirchreihe
- Flakbatterie Geniusbank
- Flakbatterie Rüstersiel
- Flakbatterie Schaar

### Mittlere Batterien
- Stadt
- Schaar
- Ebkeriege
- Friedenstraße
- Spülgelände
- Rüstringer Strandhalle
- Rüstersiel
- Voslapp
- Fedderwarden

## Marineflakabteilung 222 (Wilhelmshaven)

### Flakuntergruppenkommando Süd
Direkt südlich der Vareler Schleuse befand sich seit 1940 der Leitstand des Flakuntergruppenkommando Süd der Marineflakabteilung 222. Auf dem Turm war eine 2-cm Waffe installiert. Das Quartier der Stabskompanie befand sich im „Schloß Suhren“ in der Hafenstraße Das Gebäude ist noch heute erhalten.

### Kommandeure
| Rang                                    | Name                                | Beginn       | Ende         |
| --------------------------------------- | ----------------------------------- | ------------ | ------------ |
| Kapitänleutnant                         | Fritz-Henning Brandes               | August 1939  | Februar 1940 |
| Kapitänleutnant Marineartillerie d. R.  | Helmuth Klett                       | April 1940   | März 1941    |
| Korvettenkapitän d. R.                  | Dr. jur. Georg-Albrecht Bickelhaupt | März 1941    | Februar 1943 |
| Korvettenkapitän Marineartillerie       | Paul Oelmann                        | Februar 1943 | Januar 1945  |
| Korvettenkapitän Marineartillerie d. R. | Helmuth Klett                       | Februar 1945 | Kriegsende   |

### Schwere Flakbatterien
- Flakbatterie Seefeld
- Flakbatterie Schweiburg
- Flakbatterie Dangast
- Flakbatterie Vareler Hafen
- Flakbatterie Blauhand
- Flakbatterie Medusa

## Marineflakabteilung 232

### Flakuntergruppenkommando Hafen
Das Flakuntergruppenkommando befand sich in der Wilhelmshavener Westwerft und bestand ab Ende 1943 in Folge der Umbenennung der Marineflakabteilung 262.
Die Marineflakabteilung 232 wurde zum zweiten Mal aufgestellt, nachdem die im Oktober 1939 auf Wangerooge aufgestellte erste Marineflakabteilung 232 kurze Zeit vorher aufgelöst worden war.

### Kommandeure
| Rang                                   | Name                | Beginn       | Ende         |
| -------------------------------------- | ------------------- | ------------ | ------------ |
| Korvettenkapitän Marineartillerie      | Paul Kissing        | Oktober 1943 | Februar 1945 |
| Kapitänleutnant Marineartillerie d. R. | Herbert Bollenhagen | Februar 1945 | Kriegsende   |

### Schwere Flakbatterien
- Flakbatterie Tirpitzhafen
- Flakbatterie Tirpitzschleuse
- Flakbatterie Raederschleuse
- Flakbatterie Sande

### Mittlere Batterie
- Flugplatz-Mariensiel
- Artilleriearsenal
- Tirpitzhafen
- Scheerhafen
- Schwimmdoch
- Grodenfähre

### Leichte Batterien
- Kaiser-Wilhelm Brücke
- 1. Einfahrt
- 2. Einfahrt
- Tirpitzschleuse
- Tonnehof
- Innenhaupt 3. Einfahrt
- Scheibenhof

## Marineflakabteilung 252 (Heidmühle)

### Flakuntergruppenkommando West
Das Flakuntergruppenkommando West befand sich an der heutigen Kreuzung der Bundesstraße 2010 mit der Landstraße von Heidmühle. Es gab einen 20 Meter hohen Hochstand der zum größten Teil Baugleich mit dem des Flakuntergruppenkommandos Mitte der Marineflakabteilung 212 in der Wilhelmshavener Fortifikationsstraße. In einem Schulgebäude und in Baracken fanden sich die Befehlseinrichtungen der Kommandozentrale sowie die Diensträume der Stabskompanie mit Unterkünften und Küche.

### Kommandeure
| Rang                                    | Name                | Beginn       | Ende         |
| --------------------------------------- | ------------------- | ------------ | ------------ |
| Kapitänleutnant Marineartillerie d. R.  | Hans Merker         | August 1939  | Juni 1940    |
| Korvettenkapitän                        | Curt Schultz-Reuter | Juni 1940    | Oktober 1940 |
| Korvettenkapitän Marineartillerie d. R. | Emil Junghenn       | Oktober 1940 | Juli 1941    |
| Korvettenkapitän d. R.                  | Dr. Hans Luck       | Juli 1941    | Februar 1942 |
| Korvettenkapitän d. R.                  | Gustav Heuser       | Februar 1942 | August 1942  |
| Korvettenkapitän Marineartillerie d. R. | Lothar Köhler       | August 1942  | Kriegsende   |

### Schwere Flakbatterien
- Flakbatterie Hohemey
- Flakbatterie Schortens
- Flakbatterie Siebetshaus
- Flakbatterie Sillenstede

### Weitere
- Nachtjagdraum Luchs
- Tagjagd Fliegerhorst Jever

## Marineflakabteilung 262 (Wilhelmshaven)
Die Marineflakabteilung 262 wurde am 1. November 1943 aufgelöst, die schweren Flakbatterien wurden an die neu aufgestellte Marineflakabteilung 232 übergeben.

### Flakuntergruppenkommando Stadt
Das Flakuntergruppenkommando befand sich bei den Wilhelmshavener Schleusen.

### Kommandeure
| Rang                              | Name             | Beginn         | Ende          |
| --------------------------------- | ---------------- | -------------- | ------------- |
| Kapitänleutnant Marineartillerie  | Paul Kühn        | September 1939 | Juli 1941     |
| Korvettenkapitän d. R.            | Charles Roediger | Juli 1941      | Februar 1943  |
| Kapitänleutnant Marineartillerie  | Bruno Krallmann  | Februar 1943   | März 1943     |
| Korvettenkapitän Marineartillerie | Paul Kissing     | März 1943      | zur Auflösung |

### Schwere Flakbatterien
- Flakbatterie Sande
- Flakbatterie Tirpitzhafen
- Flakbatterie Tirpitzschleuse

### Leichte Batterien
- Westwerft
- Schleusen
- Stadt

## Marineflakabteilung 272 (Tossens)

### Flakuntergruppenkommando Ost
Etwa einen Kilometer nördlich der Batterie Tossens befand sich die Stabsbatterie der M.Fla.A. 272 und das Flak-Ugruko Ost. Hier gab es einen 18 Meter hohen Turm, in dem der Leitstand des Ugrukos war. Der Turm war im Festungsbereich von Wilhelmshaven einmalig und wurde nach dem Krieg von den Besatzungstruppen gesprengt.

### Kommandeure
| Rang                                    | Name             | Beginn         | Ende          |
| --------------------------------------- | ---------------- | -------------- | ------------- |
| Korvettenkapitän Marineartillerie d. R. | Hermann Haueisen | September 1939 | Juni 1940     |
| Kapitänleutnant Marineartillerie d. R.  | Hans Merker      | Juni 1940      | August 1940   |
| Korvettenkapitän                        | Wilhelm Bär      | August 1940    | November 1940 |
| Korvettenkapitän Marineartillerie d. R. | Franz Petersen   | November 1940  | Dezember 1941 |
| Korvettenkapitän Marineartillerie d. R. | Adolf Hofmann    | Dezember 1941  | Oktober 1943  |
| Korvettenkapitän Marineartillerie d. R. | Albert Damm      | Oktober 1943   | Kriegsende    |

### Schwere Flakbatterien
- Flakbatterie Kilwa
- Flakbatterie Eckwarderhörne
- Flakbatterie Langwarden

## Marineflakabteilung 282 (Wilhelmshaven-Schillig)

### Flakuntergruppenkommando Nord
In einem ehemaligen RAD-Barackenlager am nordwestlichen Ortsausgang Hooksiels war die Stabskompanie und das Flakuntergruppenkommando der Marineflakabteilung 282 untergebracht. Neun Sprengbomben beschädigten bei einem Luftangriff am 30. November 1941 die Unterkünfte der Stabsbatterie und des Flakuntergruppenkommandos.

### Kommandeure
| Rang                                   | Name                           | Beginn       | Ende         |
| -------------------------------------- | ------------------------------ | ------------ | ------------ |
| Kapitänleutnant Marineartillerie d. R. | Dr. med. Ernst August Hartmann | Februar 1940 | April 1940   |
| Kapitänleutnant Marineartillerie       | Walter Krolikowsky             | April 1940   | Februar 1942 |
| Korvettenkapitän Marineartillerie      | Dr. Kurt Goebell               | März 1942    | Mai 1944     |
| Fregattenkapitän Marineartillerie      | Werner Engel                   | Mai 1944     | Kriegsende   |

### Schwere Flakbatterien
- Flakbatterie Schillig
- Flakbatterie Horumersiel
- Flakbatterie Hooksiel
- Flakbatterie Sillenstede
- Flakbatterie Mellum
- Flakbatterie Arcona

## Bekannte Personen
- Hans Friedlein, Chef des Stabs von August 1942 bis Mai 1945; später Berufsschuldirektor, CSU-Politiker und Träger des Bundesverdienstkreuzes